# Menrva
Menrva era a deusa etrusca das artes e da guerra. Nascida da cabeça de Tinia, outro deus etrusco, acredita-se que os romanos se tenham baseado nela para descrever a deusa Minerva